# Isoetes jeffreyi
Isoetes jeffreyi är en kärlväxtart som beskrevs av D.M. Britton och Brunton. Isoetes jeffreyi ingår i släktet braxengräs, och familjen Isoetaceae. Inga underarter finns listade i Catalogue of Life.